# Komáromi Anett
Komáromi Anett (Szeghalom, 1974. február 4. –) magyar színésznő.

## Életpályája
Szeghalmon született, 1974. február 4-én. Vésztőn járt általános iskolába, majd Szeghalmon a Péter András Gimnáziumban érettségizett. Egy évig magánének szakra járt Pécsen. 1993-ban  felvételt nyert Békéscsabán, a Fiatal Színházművészetért Alapítványi Színiiskolába, ahol Jancsik Ferenc osztályában végzett. A Békéscsabai Jókai Színház színésznője. Művelődésszervezői diplomáját az Eötvös Loránd Tudományegyetemen szerezte meg.

## Fontosabb színházi szerepei
- William Shakespeare: Tévedések vígjátéka... Adriana, Ephesusi Antipholus felesége
- William Shakespeare: Vízkereszt, vagy amit akartok... Olívia, gazdag grófnő
- Niccolò Machiavelli: Mandragóra... Lucrezia (ennek fiatal, szép felesége)
- Carlo Goldoni: Chioggiai csetepaté... Orsetta, Libera hajadon húga
- Lope de Vega: A kertész kutyája... Diana, Belflor grófnője
- Federico García Lorca: Bernarda Alba háza... Angustias (Bernarda lánya)
- Plautus: A hetvenkedő... Orgina
- Arisztophanész: Lüzisztraté... Kritilla (feleség)
- Nyikolaj Vasziljevics Gogol: Háztűznéző... Arina Pantyelejmonovna
- Borisz Lvovics Vasziljev: Csendesek a hajnalok... Zsenya Komelkova
- Valentyin Petrovics Katajev: A kör négyszögesítése... Ludmilla
- Makszim Gorkij: A nap fiai... Melanyija, Csepurnoj húga
- Stendhal: Vörös és fekete... De Renalné
- Bertolt Brecht - Kurt Weill: Koldusopera... Molly
- Friedrich Schiller: Stuart Mária... Erzsébet II.
- Friedrich Schiller: Ármány és szerelem... Lady Milford, a fejedelem kegyencnője
- Henrik Ibsen: A vadkacsa... Sörbyné (a nagykereskedő házvezetőnője)
- Thomas Mann: Mario és a varázsló... Mészáros-feleség – háziasszony, folyton éhes, kielégületlen
- Arany János: Toldi... Valaki 2
- Jókai Mór - Tolcsvay Béla: A kőszívű ember fiai... Remigia nővér
- Szép Ernő: Lila ákác... Bizonyosné
- Heltai Jenő: A Tündérlaki lányok... Manci
- Heltai Jenő: Naftalin... Kabóczáné
- Molnár Ferenc: Az üvegcipő... Roticsné
- Fejes Endre - Presser Gábor - Sztevanovity Dusán: Jó estét nyár, jó estét szerelem... Krisz
- Pozsgai Zsolt: Razzia... Marian, 35 éves, a rendőrfőnök felesége
- Pozsgai Zsolt: A Szellemúrnő (Ábránfy Katalin)... Katarina von Bora, Luther felesége
- Rejtő Jenő - Darvas Benedek - Varró Dániel - Hamvai Kornél: Vesztegzár a Grand Hotelben... Ursina Petrovna (teozófusnő és aggszűz)
- Görgey Gábor: Berta... Vilma
- Verebes István: Senki sem tökéletes, avagy nincs, aki hidegen szereti... Olga
- Boldizsár Miklós - Szörényi Levente - Bródy János: István a király... Boglárka, Koppány asszonya
- Georges Feydeau: Bolha a fülbe... Lucienne Homenides de Histangua
- Georges Feydeau: A női szabó... Suzanne
- Jacques Deval: A potyautas... Martine
- Robert Harling: Acélmagnóliák... Shelby Eatenton-Latcherie, a város legcsinosabb lánya
- Richard Harris: Csupa balláb... Lynne
- Neil Simon: Pletyka... Claire Ganz
- Erich Kästner: Május harmincötödike... Brücknerné, az egyenlítő sikálója
- Miguel de Cervantes - Dale Wassermann - Mitch Leigh - Joe Darion: La Mancha lovagja... Maria (fogadósné)
- Arni Ibsen: Mennyország... Unnur (Bergsteinn barátnője)
- Drago Jancar: Hallstatt... Anastazija (régésznő)
- Ivan Kušan: A balkáni kobra... Ankica
- Willy Russell: Vértestvérek... Mrs. Lyons
- Lillian Hellman: Könyörtelenek... Birdie Hubbard
- John Arden: Gyöngyélet... Doktornő
- Peter Karvas: Yo város honpolgárai, avagy királyságot egy gyilkosért... Vivian Egerton (titkárnő)
- Szalma Dorotty - Zalán Tibor: Papageno a metróban... Lola,Punk lány ; Korrepepetitor; Varrónő; Rendezőnő; Statisztalány; Dramaturg; Igazgatónő
- Fésűs Éva - Gebora György: A csodálatos nyúlcipő... Sipítóné
- Slawek Kerstin: A széttáncolt cipellők... Tündér
- Ulrich Hub: Nyolckor a bárkán... Másik pingvin
- Lyman Frank Baum: Óz, a nagy varázsló... Kapusasszony
- Grimm fivérek: Hamupipőke... Tündéranya
- Grimm fivérek: Csipkerózsika... Lipót királyné
- Fekete István - Bor Viktor: Vuk... Nyau (a macska)
- Koleszár Bazil Péter - Gulyás Levente: Négy évszak... Nyár
- Greifenstein János: A kiskakas gyémánt félkrajcárja... Gazdasszony
- Szarka Gyula – Zalán Tibor: Az igazmondó juhász és az aranyszőrű bárány... Beatrix királyné
- Mlinár Pál - Falusi László: Ládafia... Szusznyaváriné
- Szente Béla: Szárnyad árnyékában... Lovász Éva, Konicsek felesége
- Bengt Ahlfors: Színházkomédia... Janssonné (háziasszony)
- Robert Thomas - Jack Popplewel: A hölgy fecseg és nyomoz... Clara Rocher
- Marc Camoletti:Boldog születésnapot... Jacqueline
- Marc Camoletti: Leszállás Párizsban... Janet
- Noël Coward: Vidám kísértet... Mrs. Bradman
- Kerstin Slawek - Dorotty Szalma - Gulyás Levente: Sárkány a szekrényben... Alima, Sophia dajkája
- Csikós Attila: Két összeillő ember... Domján Edit
- Stella Adorján - Békeffi István: Pezsgős vacsora... Mária, primadonna
- Zalán Tibor: Kaland a nagy családerdőben... Böffentő Sárkány

## Filmek, tv
- Friedrich Schiller: Stuart Mária (színházi előadás tv-felvétele, 2011)
- Federico García Lorca: Bernarda Alba Háza (színházi előadás tv-felvétele, 2015)

## Díjai
- Gálfy László-Gyűrű díj (2011)
- Békéscsaba Ifjúságáért díj (2016)
- Magyar Ezüst Érdemkereszt (2022)